# Saint-Médard-en-Forez
Saint-Médard-en-Forez ist eine französische Gemeinde mit 945 Einwohnern (Stand: 1. Januar 2022) im Département Loire in der Region Auvergne-Rhône-Alpes (vor 2016 Rhône-Alpes). Sie gehört zum Arrondissement Montbrison und zum Kanton Feurs.

## Geografie
Die Gemeinde Saint-Médard-en-Forez liegt im Südwesten der Monts du Lyonnais, etwa 18 Kilometer nördlich von Saint-Étienne und 43 Kilometer westsüdwestlich von Lyon in der historischen Provinz Forez am Fluss Coise, der die Gemeinde im Westen und Norden begrenzt, sowie seinem kleinen Zufluss Gimond. Umgeben wird Saint-Médard-en-Forez von den Nachbargemeinden Chazelles-sur-Lyon im Norden und Nordosten, Chevrières im Osten, Aveizieux im Südosten und Süden, Chambœuf im Südwesten sowie Saint-Galmier im Westen und Nordwesten.

## Bevölkerungsentwicklung
| Jahr                       | 1962 | 1968 | 1975 | 1982 | 1990 | 1999 | 2006 | 2014 | 2022 |
| -------------------------- | ---- | ---- | ---- | ---- | ---- | ---- | ---- | ---- | ---- |
| Einwohner                  | 387  | 409  | 428  | 582  | 708  | 806  | 837  | 1059 | 945  |
| Quellen: Cassini und INSEE |      |      |      |      |      |      |      |      |      |

## Sehenswürdigkeiten

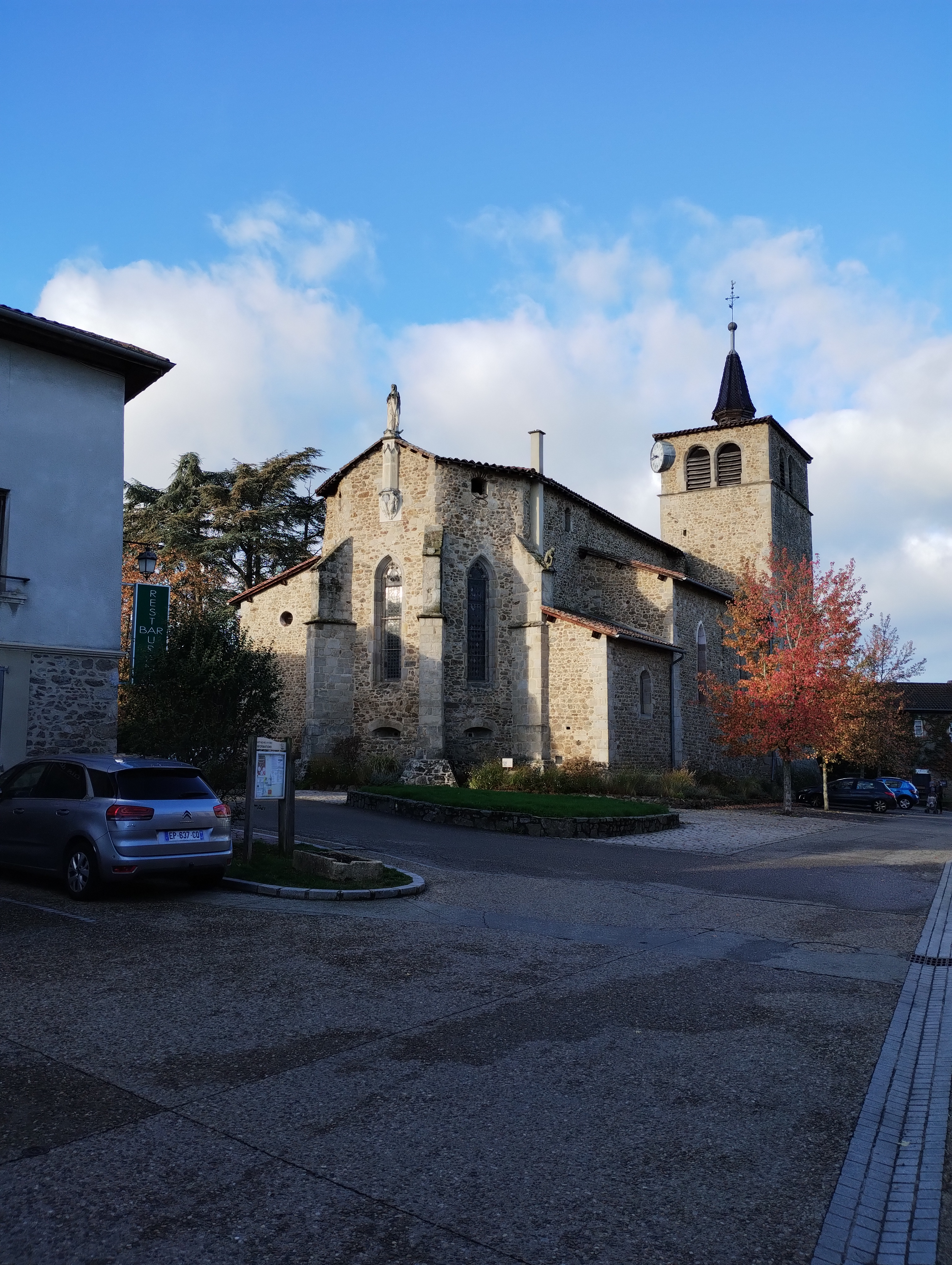
Kirche Saint-Médard

- Kirche Saint-Médard